# Kabel światłowodowy
Kabel światłowodowy (ang. Optical fiber cable) – kabel zawierający jedno lub więcej włókien szklanych prowadzących impulsy światła. 
W telekomunikacji wykorzystuje się zwykle światło podczerwone. Kable utworzone z włókien szklanych są odporne na zakłócenia elektromagnetyczne i mają dużą przepustowość. Przy ich użyciu można osiągać szybkości przesyłania do 100 Gb/s (ok. 12,5 GB/s); najszybsze systemy światłowodowe mogą prowadzić sygnał rzędu kilku Tb/s. Kłopot konstrukcyjny sprawia tylko stosunkowo duży promień zgięcia światłowodu. Musi wynosić on kilka centymetrów, aby było możliwe właściwe wewnętrzne odbijanie i rozchodzenie się światła, a samo włókno nie uległo uszkodzeniu.
Włókno światłowodowe jest z reguły pokryte warstwą polimeru. Jest to tak zwane pokrycie pierwotne, zabezpieczające włókno przed wpływem otoczenia. Włókno z pokryciem pierwotnym może być chronione przez kolejne warstwy. Utworzona w ten sposób konstrukcja nosi nazwę kabla światłowodowego.

## Budowa

Budowa schematyczna (przekrój) światłowodowego kabla 8-żyłowego typu "luźna tuba".
a – zewnętrzna powłoka kabla
b – wzmocnienie, np. włókna aramidowe
c – uszczelnienie ośrodka
d – włóknina aramidowa lub żel higrofobowy
e – luźne tuby ze światłowodami, mogą być wypełnione żelem higrofobowym
f – światłowody

Struktura kabla światłowodowego zależy od planowanego rejonu instalacji, zasięgu i występujących zagrożeń.
- (a) Zewnętrzna warstwa ochronna kabla mająca na celu ochronę przed warunkami zewnętrznymi, wykonana z tworzywa PVC pod tą warstwą możemy także spotkać warstwę z metalu/ołowiu, chroniącą kabel przed uszkodzeniami,
- (b) Warstwa kevlarowych "nitek" wzmacniająca konstrukcje kabla,
- (c) Kolejna warstwa ochronna, wewnątrz której umieszczony jest żel,
- (d) Żel w którym umieszczone są światłowody. Żelu używa się w przypadku kabli uniwersalnych które mogą być kładzione pod ziemią w kanałach telekomunikacyjnych,
- (e) Ostatnia warstwa, która otacza pojedyncze włókno światłowodowe. Warstwa ta chroni delikatne włókno szklane przed złamaniem i innymi uszkodzeniami. Światłowód umieszczony wewnątrz tej warstwy można wyginać niemal pod dowolnym kątem (nie powinno się wyginać zbyt mocno). W celu poprawnego podłączenia wtyczek po obu końcach światłowodu warstwa ta każdego światłowodu posiada inny kolor,
- (f) Włókno światłowodowe przez które przebiega sygnał w postaci światła (światłowód).

## Kategorie kabli
Istnieje wiele kryteriów podziału kabli światłowodowych. Wybrane kryteria:
Materiał:
- Światłowody szklane (GOF), najczęściej wykorzystywane
- Światłowody plastikowe (POF)
- Światłowody ze szklanym rdzeniem i plastikowym płaszczem (HCS/PCS, PCF)

Jednomodowe i wielomodowe (ta cecha zależy również od długości użytej fali). Wszystkie odmiany plastikowe są wielomodowe.
Grubość rdzenia i płaszcza. Najpopularniejsze rozmiary:
- 9/125 µm (jednomodowe szklane)
- 50/125 i 62,5/125 µm (wielomodowe szklane)
- 200/230 µm i 400/430 µm (HCS/PCS)
- 980/1000 µm (POF)

Światłowody wielomodowe można podzielić na skokowe i gradientowe (lepsze). Znaczna większość obecnie używanych światłowodów szklanych to światłowody gradientowe, zaś wśród światłowodów plastikowych dominują skokowe.
Wiele typów światłowodów zostało znormalizowanych przez następujące ciała: TIA, ITU, ISO.
Same kable dzieli się m.in. na zewnętrzne (OSP – OutSide Plant) i do stosowania w pomieszczeniach (premises cables). Kable zewnętrzne mogą być zbrojone dla ochrony przed gryzoniami, dodatkowo wzmacniane dla uzyskania zwiększonej odporności na naciąganie, wersje podwodne. 
Kable hybrydowe – w jednym kablu są włókna jednomodowe i wielomodowe.
Kable kompozytowe – w jednym kablu są światłowody i przewody elektryczne (zasilające, lub sygnałowe – np. HDTV1053, lub RCC45).